# KK Promo Donji Vakuf
Košarkaški klub Donji Vakuf, koji se zbog sponzorskih razloga često naziva Promo Donji Vakuf ili Promo DV, muški je profesionalni košarkaški klub sa sjedištem u Donjem Vakufu, Srednjobosanske županije, Bosna i Hercegovina. Trenutno se natječu u prvenstvu Bosne i Hercegovine.

## Povijest
Klub je osnovan 1979. kao KK Radnik. 1996. nakon završetka agresije na Bosnu i Hercegovinu,klub mijenja ime u KK Donji Vakuf. Od 2011. klub nosi naziv KK Promo Donji Vakuf.
Sezone 2018/2019 osvajaju A1 Ligu BiH i tako ostvaraju plasman u najviši rang košarkaškog natjecanja u Bosni i Hercegovini.

## Trofeji
- A1 liga Bosne i Hercegovine: 2019.